# Charles Luther
Charles Luther (eigentlich Karl August Luther; * 8. August 1885 in Göteborg; † 24. Januar 1962 in Härlanda, Göteborg) war ein schwedischer Sprinter.
Bei den Olympischen Spielen 1912 in Stockholm gewann er mit der schwedischen Mannschaft Silber in der 4-mal-100-Meter-Staffel. Über 100 und 200 Meter erreichte er jeweils das Halbfinale.
1913 und 1915 wurde er nationaler Meister über 100 Meter.

## Persönliche Bestzeiten
- 100 m: 10,9 s, 7. September 1913, Kristiania
- 200 m: 22,3 s, 10. Juli 1912, Stockholm